# David Rosen

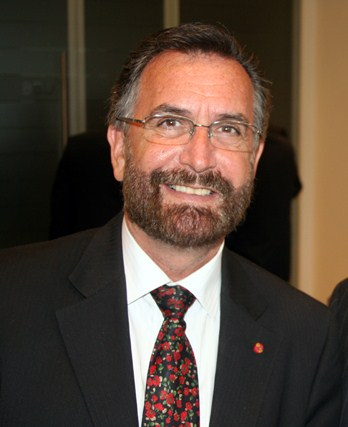
David Rosen (2009)

David Shlomo Rosen (* 1951 in Newbury, Berkshire, England) ist ein britischer Rabbiner. Er ist der dritte Sohn des Rabbis Kopul Rosen des Gründers des Carmel Colleg in Oxfordshire, England. Er erhielt seine schulische und akademische Ausbildung in England und Israel.

## Leben
Er diente in den Israelischen Verteidigungsstreitkräften und war Rabbiner bei den im Sinai stationierten Truppen. 1975 wurde er Rabbiner der größten jüdisch-orthodoxen Kongregation Südafrikas (Green and Sea Point Hebrew Congregation, Kapstadt). Dort wurde er auch Richter am Beth Din (Rabbinatsgericht) in Kapstadt sowie Gründer und Vorsitzender des Cape Inter-Faith Forum, des interreligiösen Rats von Juden, Christen und Muslimen in Kapstadt.
Danach war Rosen von 1979 bis 1985 Oberrabbiner von Irland. 1985 kehrte er nach Israel zurück und wurde Dekan am Pinchas Sapir Center for Jewish Education and Culture in Jerusalem und schließlich Professor für Jüdische Studien am Jerusalem Center for Near Eastern Studies. 1997 wurde er Direktor der Anti-Defamation League in Israel.
Rosen ist in einer Anzahl von Organisationen und Foren aktiv, die die Beziehungen zwischen Judentum und den anderen Weltreligionen fördern: Berater für interreligiöse Angelegenheiten beim Großrabbinat Israels; Direktoriumsmitglied beim König-Abdullah-Zentrum für interreligiösen und interkulturellen Dialog; Co-Präsident der World Conference of Religions for Peace; Ehrenpräsident des International Council of Christians and Jews; Mitglied des Rats des World Congress of Imams and Rabbis for Peace; und, bereits seit 2001, Internationaler Direktor der Abteilung für Interreligiöse Angelegenheiten des American Jewish Committee. Von 2005 bis 2009 leitete er außerdem das International Jewish Committee for Interreligious Consultations (IJCIC).
David Rosen ist mit Sharon, geborene Rothstein, verheiratet und hat mit ihr drei Töchter, Yakarah, Gabriella und Amirit.

## Auszeichnungen
Für seinen Beitrag zu den jüdisch-katholischen Beziehungen wurde er im November 2005 als erster israelischer Staatsbürger und erster orthodoxer Rabbi von Papst Benedikt XVI. zum Komtur des Gregoriusordens ernannt. Im gleichen Jahr erhielt er den Mount Zion Award. Im Dezember 2006 wurde Rosen mit dem Raphael Lemkin Human Rights Award für die Gründung der Organisation Rabbis for Human Rights ausgezeichnet. 2010 wurde er zum Commander of the Order of the British Empire (CBE) erhoben.